# المذبح (البتراء)
المذبح أو مكان النحر المرتفع مبنى أثري يعود تاريخه إلى حضارة الأنباط في الأردن. يقع في مكان مرتفع ومشرف على المحمية الأثرية بمدينة البتراء بجنوب البلاد. تم بناء هذا المبنى ذو الأصل الآدومي لتضحية القرابين للآلهة حتى اعتنق الأنباط المسيحية في القرن الرابع الميلادي. كما اُستخدم لاحقًا في فترة الصليبيين ليكون صلة وصل وربط ما بين قلعتي الوعيرة والحبيس.

## التاريخ

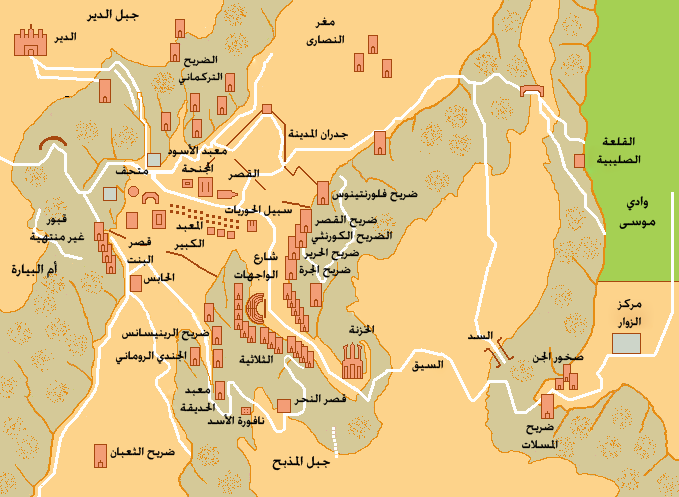
خريطة مدينة البتراء الأثرية، حيث يقع المذبح.

كانت مواكب الأنباط الدينية تصعد إلى المذبح من المنطقة المجاورة للمدرج مرورًا بوادي المحافر حتى تصل للمذبح حيث تقدم القرابين التي كانت حيوانية. إن أول ما يمكن رؤيته في هذه المنطقة هو مسلتان مقطوعتان في الصخر ويعتقد بأنهما يرمزان لأهم آلهة الأنباط ذو الشرى - آلهة القوة، والعزى - آلهة الخصوبة والمياه. كما يُشاهد في منطقة الدرج الصاعد للمذبح بقايا جدران وبرج يُعتقد بأن أساساته آدومية أعيد استخدامه في الفترة النبطية.

## التصميم
يتكون المذبح من ساحة مركزية محاطة بمقاعد من ثلاث جهات. ويوجد في الجهة الغربية مذبحين أحدهما مستطيل الشكل ربما استخدم لعملية الطواف، والآخر دائري الشكل يُعتقد أنه كان يستخدم لوضع دماء القرابين أو النبيذ كما يحتوي هذا المعلم على بركة أو خزان ماء صغير ويمكن مشاهدة الجزء السفلي للمدينة من هذا الموقع.

## معرض صور

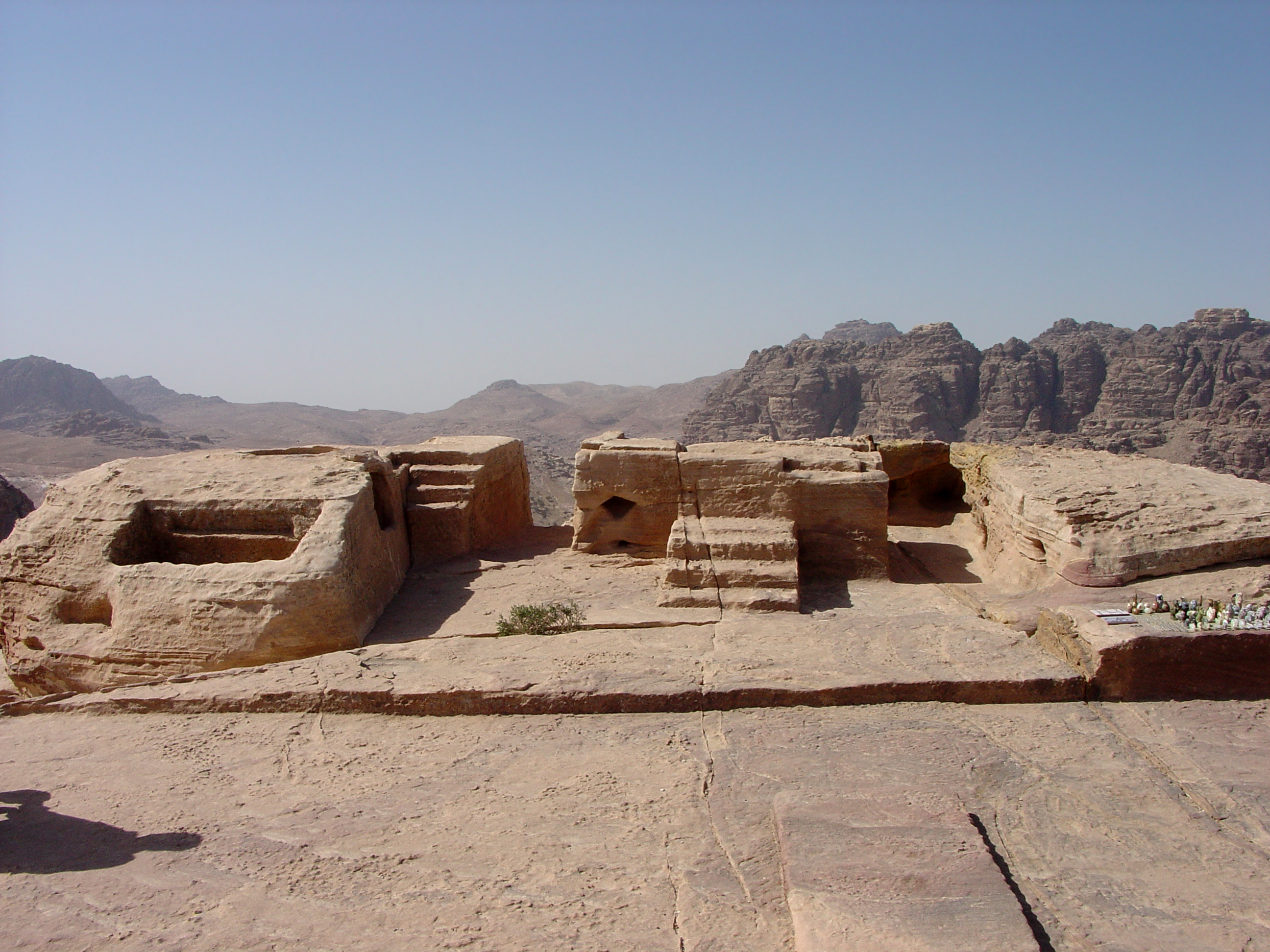
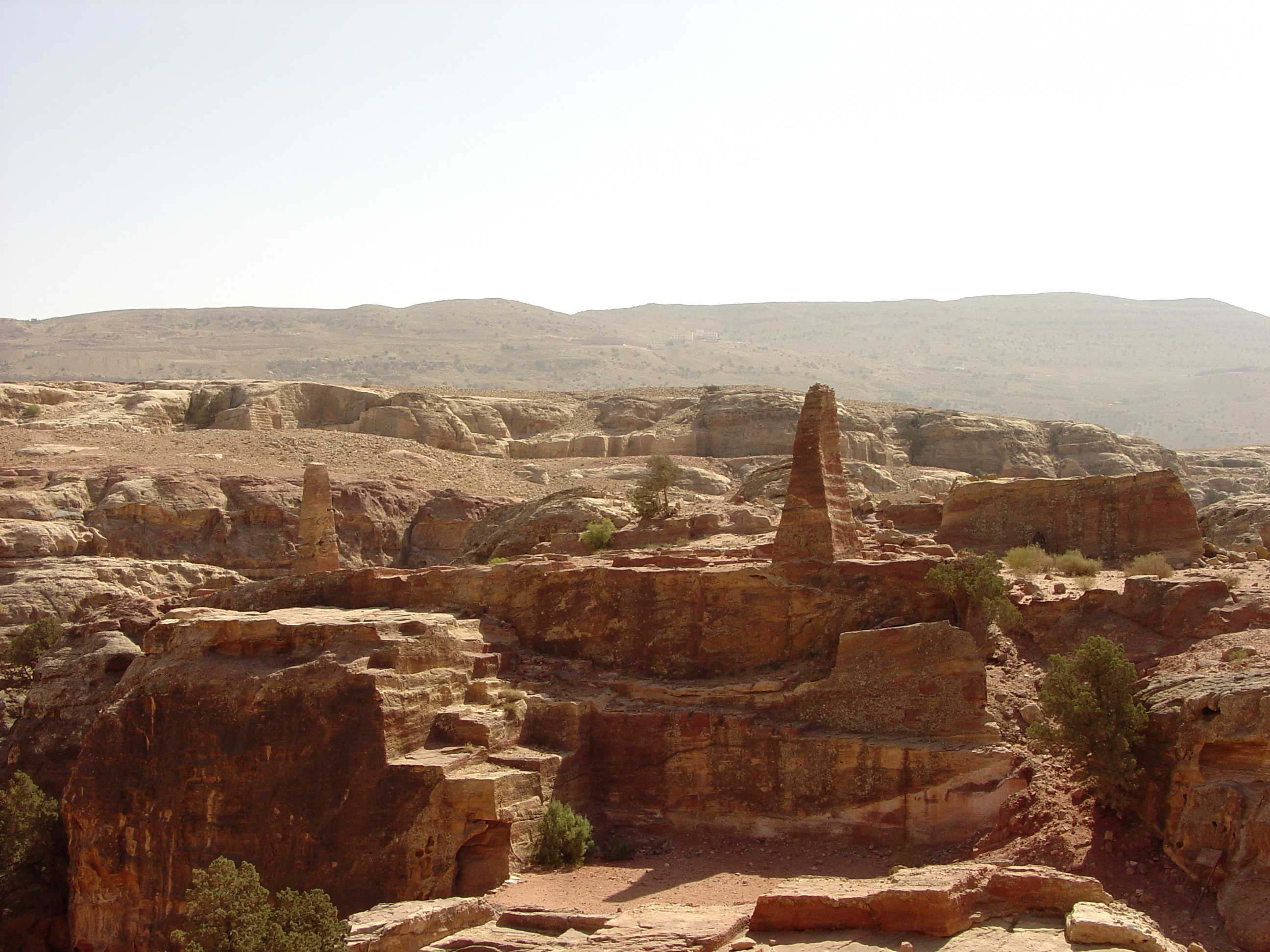
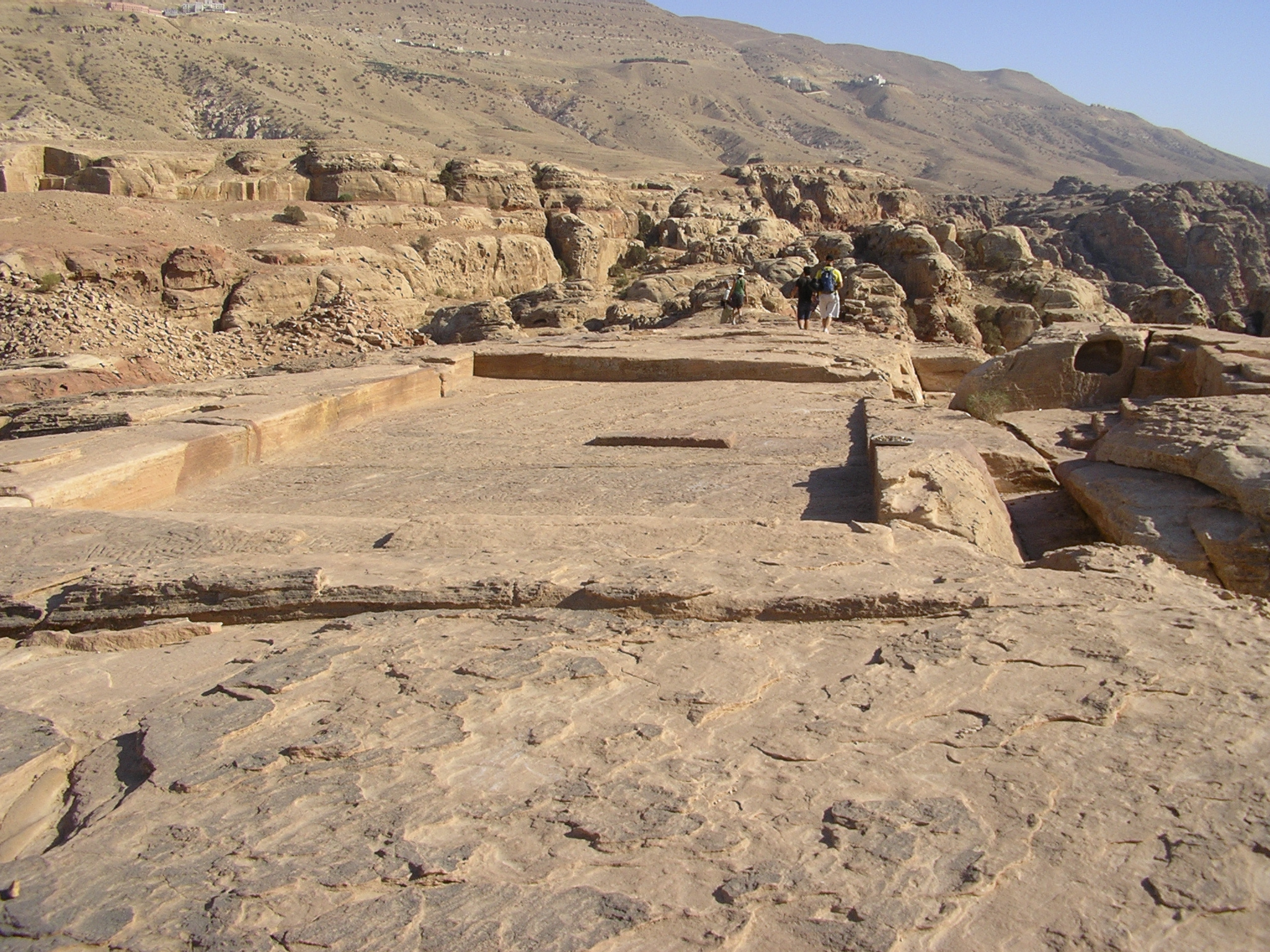